# Phanoclisis aurora
Phanoclisis aurora är en insektsart som först beskrevs av František Klapálek 1912.  Phanoclisis aurora ingår i släktet Phanoclisis och familjen myrlejonsländor. Inga underarter finns listade i Catalogue of Life.